# Zu
Zu — итальянский инструментальный авант-джазовый коллектив из Рима.

## История
Участники трио Zu — Лука Т. Маи (Luca T. Mai) (саксофоны), Массимо Пупилло (Massimo Pupillo) (бас) и Якопо Батталья (Jacopo Battaglia) (барабаны) — собрались вместе в 1997 году. Вначале они писали и исполняли музыку для театральных представлений. В 1999 году записали первый диск «Bromio», после чего начали активную гастрольную деятельность.
Музыка Zu стилистически близка к джазкору и мат-року. 
Zu активно сотрудничают со многими известными музыкантами, в числе которых Майк Паттон, Базз Осборн, Нобукадзу Такэмура, Дамо Судзуки.
Zu — участники множества фестивалей по всему миру. В частности, в 2010 году они играли на фестивале памяти Сергея Курёхина SKIF 14
Баталья принял решение покинуть коллектив в феврале 2011 года. После этого группа отправилась в творческий отпуск. В 2013 году барабанщиком коллектива стал Гейб Сербиан (Gabe Serbian) из группы The Locust. В апреле 2014 года выходит EP «Goodnight, Civilization» в обновлённом составе.

## Дискография
- 1999 — Bromio (Wide/Southern)
- 2000 — Zu Side of Eugene Chadbourne (Felmay)
- 2001 — Motorhellington (Felmay/ Robi Droli)
- 2002 — Igneo (Red Note/Amanita/Wide/Wallace/Frenetic Records)
- 2003 — Live in Hellsinki (Tang Plastik Records)
- 2004 — Radiale (Atavistic)
- 2005 — The Way of the Animal Powers (Xeng)
- 2005 — How to Raise an Ox (featuring Mats Gustafsson) (Atavistic/Touch and Go)
- 2005 — Spiritual Healing (Zu vs. Dälek) (Wallace)
- 2006 — Rai Sanawachi Koe Wo Hassu (Macaroni)
- 2006 — Zu/Iceburn (split)
- 2007 — Identification with the Enemy: A Key to the Underworld (Atavistic)
- 2007 — Zu/Teatro Degli Orrori (split 10")
- 2008 — Zu/Xabier Iriondo/Damo Suzuki (10")
- 2009 — Carboniferous (featuring Mike Patton on Soulympics and Orc and King Buzzo on Chtonian) (Ipecac Recordings)
- 2014 — Goodnight, Civilization (EP)
- 2015 — Cortar Todo (Ipecac Recordings)